# Liste der Bodendenkmäler in Sandberg
Auf dieser Seite sind die Bodendenkmäler in der unterfränkischen Gemeinde Sandberg zusammengestellt. Diese Tabelle ist eine Teilliste der Liste der Bodendenkmäler in Bayern. Grundlage ist die Bayerische Denkmalliste, die auf Basis des Bayerischen Denkmalschutzgesetzes vom 1. Oktober 1973 erstmals erstellt wurde und seither durch das Bayerische Landesamt für Denkmalpflege geführt wird. Die folgenden Angaben ersetzen nicht die rechtsverbindliche Auskunft der Denkmalschutzbehörde.

## Bodendenkmäler der Gemeinde Sandberg

### Bodendenkmäler in der Gemarkung Langenleiten
| Lage                    | Objekt | Akten-Nr.     | Bild |
| ----------------------- | --- | ------------- | ---- |
| Langenleiten (Standort) | Archäologische Befunde der frühen Neuzeit im Bereich der Katholischen Pfarrkirche Mariä Himmelfahrt von Langenleiten. | D-6-5625-0027 |      |

### Bodendenkmäler in der Gemarkung Sandberg
| Lage                | Objekt | Akten-Nr.     | Bild |
| ------------------- | --- | ------------- | ---- |
| Sandberg (Standort) | Archäologische Befunde der frühen Neuzeit, darunter solche eines Vorgängerbaus, im Bereich der 1860 neu errichteten, 1909/10 erweiterten und 1931 nochmalig umgebauten Katholischen Pfarrkirche St. Michael von Sandberg. | D-6-5626-0033 |      |

### Bodendenkmäler in der Gemarkung Schmalwasser
| Lage                    | Objekt | Akten-Nr.     | Bild |
| ----------------------- | --- | ------------- | ---- |
| Schmalwasser (Standort) | Archäologische Befunde im Bereich der frühneuzeitlichen Katholischen Kuratiekirche Mariä Himmelfahrt von Schmalwasser mit moderner Erweiterung und Friedhofsbereich. | D-6-5626-0036 |      |

### Bodendenkmäler in der Gemarkung Waldberg
| Lage                | Objekt | Akten-Nr.     | Bild |
| ------------------- | --- | ------------- | ---- |
| Waldberg (Standort) | Archäologische Befunde der frühen Neuzeit im Bereich der Katholischen Kuratiekirche St. Josef von Waldberg. | D-6-5625-0028 |      |